# Roger Schutz
Roger Louis Schutz, noto semplicemente come frère Roger (Provence, 12 maggio 1915 – Taizé, 16 agosto 2005), è stato un monaco cristiano svizzero di fede cristiana riformata, fondatore della comunità monastica ecumenica a carattere internazionale dei Fratelli di Taizé.

## Biografia

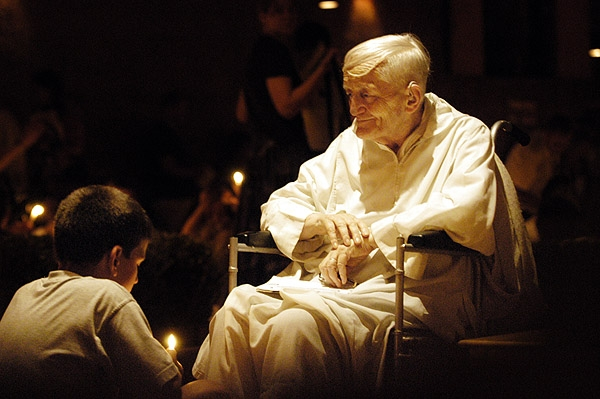
Frère Roger durante una preghiera comunitaria nel 2004

Figlio di un pastore protestante svizzero, dal 1937 al 1940 ha studiato teologia riformata a Strasburgo e Losanna. Nel 1940, a venticinque anni, viaggiando in bicicletta si trasferì in Francia, paese di sua madre. Per diversi anni aveva sofferto di tubercolosi polmonare. La lunga malattia aveva maturato in lui la vocazione a creare una comunità religiosa i cui valori fondamentali fossero la semplicità e la benevolenza del cuore, nella fedeltà al Vangelo.
Quando cominciò la seconda guerra mondiale si sentì chiamato a imitare sua nonna, la quale, durante la prima guerra mondiale, aveva aiutato in tutte le forme possibili le persone provate dal conflitto. Cercò quindi un posto dove stabilirsi e lo trovò nei pressi di Cluny, storica sede di un'importante esperienza monastica. Nel piccolo villaggio di Taizé, in Borgogna, rimase colpito dalle suppliche di un'anziana abitante di quel paesino che gli chiedeva di fermarsi su quella collina. Inoltre, Taizé era vicinissimo alla linea di demarcazione che divideva in due la Francia: era ben collocato per accogliere i rifugiati di guerra che fuggivano dal conflitto.
Grazie a un modico prestito, Roger poté comprare una casa abbandonata da anni con degli edifici adiacenti. Propose alla sorella Geneviève di venire ad aiutarlo nel servizio dell'accoglienza. Le disponibilità economiche erano poche. Non avendo acqua corrente, andavano ad attingere al pozzo del villaggio. Il cibo era modesto; mangiavano soprattutto minestre a base di farina di granoturco comperata a poco prezzo al vicino mulino. Cominciò quindi ad accogliere e ad aiutare i profughi della guerra, soprattutto ebrei.
Molto discreto, anche in considerazione della diversa fede di molti ospiti, Roger pregava da solo: andava a cantare lontano dalla casa, nel bosco. Affinché i rifugiati, ebrei o agnostici, non si trovassero a disagio, Geneviève spiegava a tutti che era meglio per chi lo desiderava pregare da solo nella propria stanza. I genitori di Roger, sapendo che il figlio e la figlia erano in pericolo, chiesero a un amico di famiglia, ufficiale francese in pensione, di vegliare su di loro. Questi lo fece coscienziosamente e nell'autunno 1942 avvertì Roger che erano stati scoperti dalla Gestapo e che dovevano andarsene subito da Taizé. Roger vi poté ritornare solo nel 1944, ma non più solo: si erano nel frattempo uniti a lui alcuni fratelli che avevano iniziato insieme una vita comune che continuarono a Taizé.
Nel 1945 un giovane della regione di Taizé creò un'associazione che si faceva carico di ragazzi rimasti orfani per la guerra. Propose alla comunità di frère Roger di accoglierne un certo numero a Taizé. La comunità, costituita di soli uomini, capì che non poteva occuparsi di ragazzi. Fu allora che frère Roger chiese a sua sorella Geneviève di ritornare a Taizé per prendersene cura e per fare loro da madre. Di domenica, poi, i fratelli accoglievano anche dei prigionieri di guerra tedeschi internati in un campo vicino a Taizé. Poco alla volta qualche altro giovane venne a unirsi ai primi fratelli e il giorno di Pasqua 1949 si impegnarono tutti al celibato, alla vita comune e alla semplicità di vita. Nel silenzio di un lungo ritiro durante l'inverno 1952-1953, frère Roger scrisse la Regola di Taizé, esprimendo per i fratelli “l'essenziale permettendo la vita comune”.

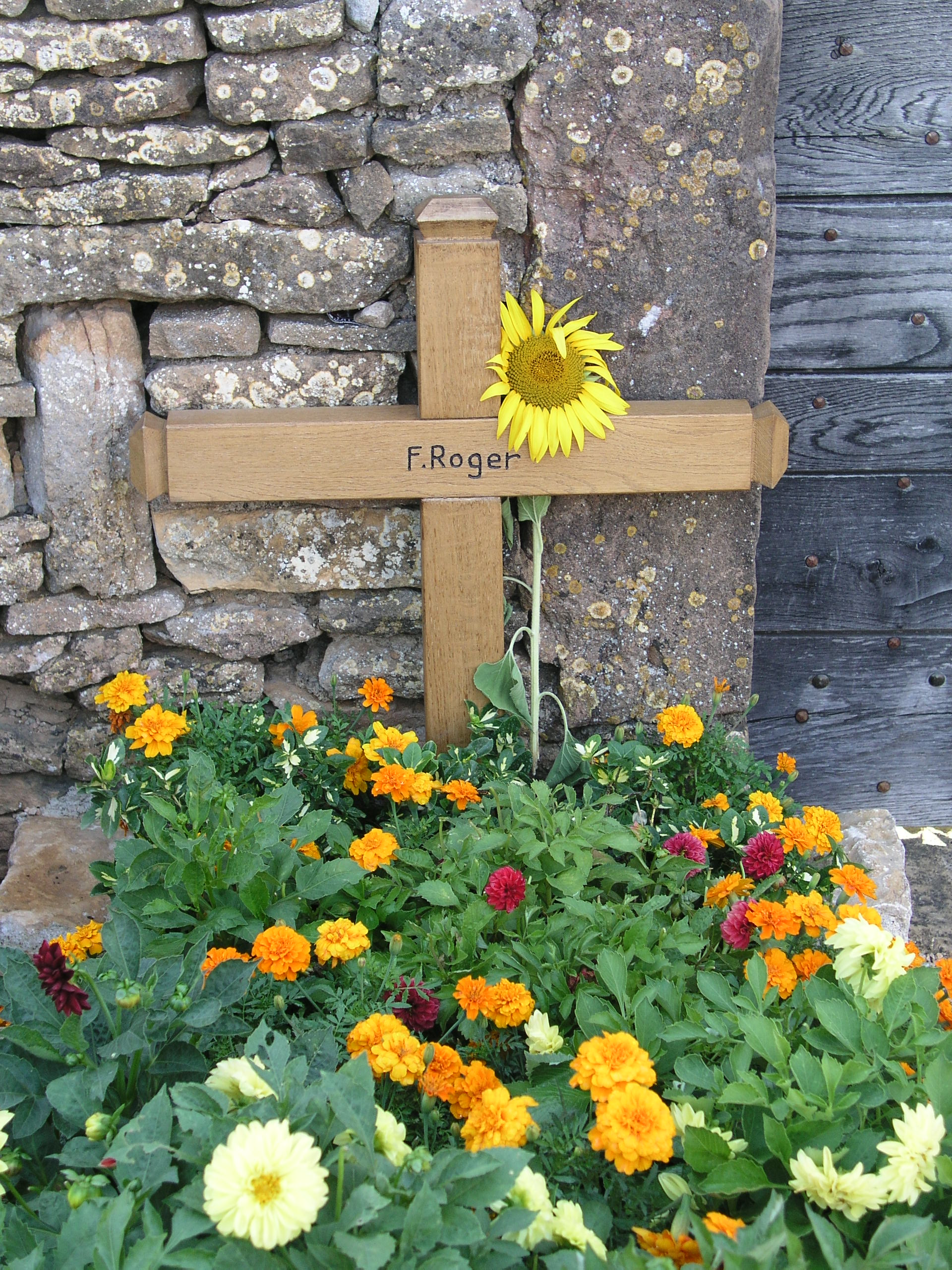
La tomba di frère Roger nel cimitero presso la chiesa romanica di Taizé.

Il 16 agosto 2005, durante la preghiera pubblica serale, frère Roger fu aggredito e ucciso da una squilibrata che gli si era avvicinata con un coltello. Circa 12 000 persone parteciparono alla cerimonia funebre il 23 agosto 2005. Le esequie in rito cattolico furono presiedute dal cardinale Walter Kasper, presidente del Pontificio consiglio per la promozione dell'unità dei cristiani, nella chiesa della Riconciliazione a Taizé.
A succedergli alla guida della comunità fu frère Alois (Alois Löser), che lo stesso Roger aveva indicato come suo successore alcuni anni prima.

## Riconoscimenti
Durante la sua vita frère Roger ricevette vari riconoscimenti a livello internazionale:
- nel 1974 riceve a Londra il premio Templeton e il premio della pace tedesco,
- nel 1988 il premio UNESCO per l'educazione alla pace,
- nel 1989 il premio europeo Charlemagne,
- nel 1992 il premio europeo Robert Schuman, alla cui consegna, Catherine Lalumière, segretario generale del Consiglio d'Europa, pronunciò queste parole:

## Il percorso ecumenico di frère Roger
La comunità di Taizé con una lettera datata 6 settembre 2006 rispose ufficialmente alle voci di una presunta conversione al cattolicesimo di frère Roger apparse in un articolo sul giornale Le Monde. Il quotidiano francese, per avvalorare questa tesi, diede credito alle affermazioni di un gruppo cattolico tradizionalista storicamente critico verso l'ecumenismo, e citò il vescovo di Autun Raymond Gaston Joseph Séguy, che immediatamente rispose chiarendo il suo pensiero in merito:
La lettera chiarisce anzitutto l'infondatezza di tale notizia, e poi continua descrivendo il cammino ecumenico che frère Roger ha compiuto assieme alla Chiesa cattolica senza mai abiurare la propria origine protestante.
Tale cammino di riconciliazione interiore delle ferite storiche fra le chiese era stato più volte spiegato chiaramente da frère Roger anche in presenza di papa Giovanni Paolo II durante l'incontro europeo dei giovani a Roma nel 1980:
Per questa sua profonda ricerca di comunione frère Roger ottenne da alcuni vescovi di poter ricevere l'eucaristia.
La lettera si conclude con una frase semplice ma molto chiara:
Il teologo francescano G. Mario Trippolini, cofondatore del Nordisk Ecumenisk Centrum di Assisi, racconta di essere stato testimone personale di quanto segue: 
Si può quindi dedurre che il problema della conversione fu risolto definitivamente nell'incontro con Papa Giovanni XXIII. Essendo ormai anche Roger Schutz defunto, il 13 dicembre 2015 ore 17:00, G. Mario Trippolini in una riunione degli amici di Taizé a Bever in Svizzera ha reso pubblica la notizia. (Archivio G. Trippolini)

## Opere di frère Roger
- Dinamica del provvisorio, 1965.
- Unanimità nel pluralismo (traduzione di Camillo De Piaz), Brescia, Morcelliana, 1967.
- Violenza dei pacifici, 1968.
- La tua festa non abbia fine, Brescia, Morcelliana, 1971.
- Lotta e contemplazione, Brescia, Morcelliana, 1973.
- Vivere l'insperato, 1976.
- I tuoi deserti fioriranno, 1982.
- Passione di un'attesa, 1986.
- Il suo amore è un fuoco, 1989.
- Quel fuoco non si spegne mai, Elledici, 1990.
- Le Fonti di Taizé, Elledici, 1998.
- In te la pace del cuore. Meditazioni per ogni giorno dell'anno, Elledici, 1999.
- Dio non può che amare, Elledici, 2003.
- Avverti una felicità?, Elledici 2005

### Partecipazioni
- La preghiera, freschezza di una sorgente, 1993. Con Madre Teresa di Calcutta.